# Siéni
Siéni est une commune rurale située dans le département de Houndé de la province de Tuy dans la région des Hauts-Bassins au Burkina Faso.

## Géographie
Siéni se trouve à 6 km à l'ouest de Kiéré et à 19 km au nord de Houndé.

## Santé et éducation
Le centre de soins le plus proche de Siéni est le centre de santé et de promotion sociale (CSPS) de Kiéré.